# Мурдасово
Мурдасово (рос. Мурдасово) — присілок в Сухиницькому районі Калузької області Російської Федерації.
Населення становить 6 осіб. Входить до складу муніципального утворення Село Татаринці.

## Історія
Від 2004 року входить до складу муніципального утворення Село Татаринці

## Населення
| 2002 | 2010 |
| ---- | ---- |
| 14   | ↘6   |